# منحنی شکنندگی

## مفهوم اولیه
یک منحنی شکنندگی نشان دهنده احتمال شکست برای یک جز یا یک سیستم به شرط مقادیر مختلف شدت است و یک منحنی شکنندگی کامل، هم در برگیرنده عدم قطعیت در ظرفیت آن جز یا سیستم است و هم عدم قطعیت در تقاضایی است که به آن عضو و سیستم وارد میشوند. در این منحنی ها محور افقی میتواند نشان دهنده نعیاری از شدت زلزله با پاسخ سازه باشد که بطور کلی به آن تقاضا می گویند و محور قائم، نوعی احتمال شکست به شرط مولفه محور افقی باشد. از نظر فسلفی چنین منحنی ای باید یک نتیجه تحلیل احتمالاتی باشد، نه یک مدل احتمالاتی. مثلا در تحلیل قابلیت اعتماد (Reliability Analysis) از روش های گوناگون استفاده میشود تا احتمال شکست بدست بیاید؛ اما در روش PEER، FEMA-P58 و نیز دیگر روش های تحلیل ریسک که مبتنی ب  مدل های احتمال شرطی و قانون احتمال کل هستند، از این منحنی ها به عنوان مدل استفاده میشود. این منحنی ها خرابی یک جز سازه یا یک جز غیر سازه ای در ساختمان را مدل میکنند.
در این منحنی ها محور قائم، احتمال فراگذشت حالت خرابی (Damage State) از برآمد خاصی از حالت خرابی به شرط برآمدی خاص از EDP میباشد که بصورت مقابل تعریف میشود: {\displaystyle P\left(DS\geq ds_{i}\mid EDP=edp\right)}
حالت خرابی یک متغیر تصادفی گسسته است که وضعیت خرابی یک جز را در چند حالت کیفی گسسته در نظر میگیرد که از هیچ تا شماره مربوط به شدیدترین حالت خرابی، تقسیم بندی میشود. جدول 1 حالت های خرابی ارائه شده توسط FEMA P-58 و همچنین روش تعمیر (Method of Repair) مربوط به آن را نشان می دهد.
این روش کاربرد قابل ملاحظه ای برای مدل سازی آسیب در دنیای مهندسی دارد. امروزه منحنی هاای شکنندگی شبیه به این، بر اساس نظر متخصص، مشاهدات انجام شده در زلزله های قبل، شبیه سازی و یا نتایج آزمایشگاهی تولید می شوند.
| Method of Repair            | Damage State | Description of Damage |
| --------------------------- | ------------ | --- |
| Cosmetic repair, if any     | None         | Hairline cracks of widths less than 0.5 mm in the joint or the beam-column interface |
| Epoxy injection in Concrete | Slight       | Yielding Of the joint transverse reinforcement or the longitudinal steel in beams or columns; or cracks of widths greater than 0.5 mm in the joint and I .5 mm in beams or columns                                                                                           |
| Patch concrete              | Moderate P   | Onset of the slippage of the beam bars in the joint; or, spalling Of 10% or less Of the cover concrete of the joint and/or beams or columns |
| Replace concrete            | Extensive    | Onset of deterioration of the joint shear strength; spalling of over 30% of the joint cover concrete; spalling of cover concrete over I of beams or columns height; Cracks of widths greater than I .3 mm extended in beam and/or columns; or, onset Of crushing Of concrete |
| Replace reinforcing steel   | Complete     | Buckling of the longitudinal steel in columns and/or beams; loss of anchorage of the beam steel within the joint |

## پارامترهای منحنی شکنندگی
فرم منحنی های شکنندگی معمولا تابع توزیع تجمعی لاگ نرمال است که معادله ریاضی آن به صورت زیر می باشد:{\displaystyle P\left(DS\geq ds_{i}\mid \delta \right)=\Phi \left[{\frac {1}{\beta }}\ln \left({\frac {\delta }{m_{\delta }}}\right)\right]}
که پارامتر {\displaystyle {m_{\delta }}} نیاز مهندسی یا همان EDP است. ẞ انحراف معیار لگاریتمی و {\displaystyle {m_{\delta }}} میانه پارمتر نیاز مهندسی آستانه ورود به حالت خرابی i است که میتوان با انجام آزمایش این پارامترها و توزیع احتمال پارامتر نیاز مهندسی آستانه ورود به حالت های مختلف خرابی را برای اجزای مختلف سازه ای و غیر سازه ای دست آورد. پس آستانه ورود به هر حالت خرابی دارای عدم قطعیت است و آن عدم فطعیت یک میانه {\displaystyle {m_{\delta }}} دارد و یک انحراف معیار لگاریتمی ẞ  که به آن پراکندگی ( Dispersion) نیز می گویند. منحنی شکنندگی به گونه ای طراحی شده است که به ازای یک متغیر فیزیکی مانند گریز میان طبقه، یک احتمال می دهد. سپس روی آن احتمال باید انتگرال گیری کرده و انتگرال سه گانه را محاسبه نمود؛ اما از آنجاکه حل مستقیم آن انتگرال کار دشواری است، از روش نمونه گیری استفاده می کنند. برای انجام این کار یک عدد تصادفی بین صفر و یک تولید کرده و سپس بر اساس این عدد تصادفی تولیده شده که در واقع نشان دهنده احتمال در محور قائم می باشد، یک محور افقی گذرنده از احتمال تولید شده را از دسته منحنی های شکنندگی که بیانگر حالت های مختلف خرابی است، قطع داده و همچنین خطی قائم را از گریز مورد نظر می گذرانند ( خط قائم احتمال قرارگیری در هر حالت خرابی را باتقسیم فضا به 5 حالت حالت خرابی گسسته و تعیین جرم احتمال هر کدام از این ها مشخص می کند). هر کجا که این خطوط هم را قطع کنند، بیانگر حالت خرابی به ازای مقدار پارامتر نیاز مهندسی مورد نظر است و حالت خرابی جز مورد نظر در این نمونه تصادفی برابر با حالت خرابی خوانده شده می باشد. در شکل 1 یک نمونه منحنی شکنندگی ارائه شده است.
1. 1 2 3  "Seismic Performance Assessment of Buildings". 2021-10-21. doi:10.3390/books978-3-0365-2186-2. {{cite journal}}: Cite journal requires |journal= (help)